# کو یونگ-وون
کو یونگ-وون (انگلیسی: Ko Jeong-woon؛ زادهٔ ۲۷ ژوئن ۱۹۶۶) بازیکن سابق و مربی فوتبال اهل کره جنوبی است.
از باشگاه‌هایی که در آن بازی کرده‌است می‌توان به باشگاه فوتبال پوهانگ استیلرز، باشگاه فوتبال سرزو اوزاکا، و باشگاه فوتبال سئونگنام اشاره کرد.
وی همچنین در تیم‌های ملی فوتبال کره جنوبی بی و کره جنوبی، بازی کرده‌است.
وی در مسابقات کشوری و بین‌المللی در مجموع برندهٔ ۱ مدال برنز شده‌است.